# Plagioscyphus
Plagioscyphus es un género con dos especies de plantas fanerógamas (de flores) perteneciente a la familia Sapindaceae.

## Especies seleccionadas
- Plagioscyphus cauliflorus
- Plagioscyphus louvelii